# Cártel de Juárez
El Cártel de Juárez es una organización criminal mexicana dedicada al tráfico ilegal de drogas y otras actividades ilícitas con base de operaciones en la fronteriza Ciudad Juárez, Chihuahua. El cártel tuvo una alianza llamada Triángulo Dorado, por el liderazgo que poseía en los estados de Chihuahua (que colinda al norte con Texas) y Sinaloa. Hasta 1997, la organización era liderada por Amado Carrillo, también conocido como El Señor de los Cielos.
El Cártel de Juárez fue el jugador dominante en el centro del país, controlando un gran porcentaje del tráfico de cocaína desde México hacia los Estados Unidos. La muerte de Amado Carrillo Fuentes en 1997 fue el comienzo del declive del cártel de Juárez, ya que Carrillo se basó en lazos con el oficial de interdicción de drogas de alto rango de México, división general Jesús Gutiérrez Rebollo. En septiembre de 2011, la Policía Federal de México informó que el cartel ahora se conoce como "Nuevo Cartel de Juárez" (Nuevo Cartel de Juárez). Se alega que el Nuevo Cartel de Juárez es responsable de las ejecuciones recientes en Ciudad Juárez y Chihuahua.

## Historia
Fundado por el famoso narcotraficante Pablo Acosta Villarreal alias "El Zorro de Ojinaga" y con las influencias de los conocidos capos de Ciudad Juárez Gilberto Ontiveros alias "El Greñas", Rafael Aguilar Guajardo y los hermanos Muñoz Talavera. A raíz de la muerte o encarcelamiento de estos, el cartel pasó a ser controlado por el tío de quien, más tarde, fuera el conocido capo de la droga Amado Carrillo: El señor Ernesto Fonseca Carrillo, con el cual el cartel experimentó una subida en el control de operaciones del trasiego de droga a Estados Unidos, pero en 1985 se da la captura del mismo acusándolo de la muerte del agente de la DEA, Enrique Camarena. Luego de estos hechos, el cártel pasa a manos de sus sobrinos Amado Carrillo y Vicente Carrillo Fuentes, los cuales logran tomar el control de prácticamente todo el país durante finales de los años 1980 y los 90, haciendo tratos con los más grandes e importantes carteles colombianos de la droga de ese momento:a partir de 1987 con el  Cartel de Medellín, una vez Pablo Escobar recluido en la cárcel La Catedral , gracias a una traición de un socio con la caída de la famosa ruta Fanny se asociaron con el Cartel de Cali pero una vez capturados los Hermanos Rodríguez Orejuela  se asocio con el Cartel del Norte del Valle , haciendo grandes tratos con capos como Orlando Henao Montoya, (alias El Hombre del Overol), Hernando Gómez Bustamante, (alias Rasguño) , Juan Carlos Ramírez Abadía, (alias Chupeta) y Wilber Varela, (alias Jabón) sin embargo esta sociedad duraría poco . 
El 4 de julio de 1997, se da la muerte del líder del cártel, Amado Carrillo, en un hospital de Ciudad de México. Según los reportes, Carrillo Fuentes habría ingresado al hospital para realizarse una cirugía estética para cambiar su apariencia y, así, lograr evadir a las autoridades mexicanas y estadounidenses, aunque nunca se comprobó si efectivamente Amado Carrillo falleció ese día. Con la muerte de Amado, el cártel pasó manos de su hermano Vicente Carrillo, con el cual el grupo experimentó un declive en el control del país, pasando a ser rápidamente disputado por Joaquín Guzmán Loera, líder máximo del Cartel de Sinaloa. Junto con Ismael Zambada García, alias "El Mayo", lograron rápidamente desbancar al Cartel de Juárez del negocio de la droga, quedando debilitado este con el pasar del tiempo. En 2014, tras un fuerte operativo que implicó labores de inteligencia por parte de policías mexicanos, es detenido en Torreón (Coahuila) Vicente Carrillo Fuentes, acusándolo de narcotráfico y delitos contra la salud. En su detención no fue efectuado un solo disparo. Después de la caída de Carrillo Fuentes, el Cártel de Juárez sufre de nuevo un golpe fuerte, quedando así prácticamente sin ninguna influencia fuera de la ciudad fronteriza.
Tras la muerte de Amado Carrillo, su hermano, Vicente Carrillo Fuentes, alias "El Viceroy"', tomó el mando del cartel. Después de 17 años al frente de la organización, este fue detenido en Torreón el 9 de octubre de 2014. El liderazgo pasó a manos de Juan Pablo Ledezma, líder principal del grupo La Línea, brazo armado del cártel, que pactó una alianza en 2017 con el Cártel Jalisco Nueva Generación (CJNG), entregándole a este último el manejo de las actividades ilícitas en el Estado de Chihuahua a cambio de prestarles sus servicios a estos, convirtiendo al CJNG en la organización criminal más poderosa del estado, según informes de agencias de inteligencia mexicanas y estadounidenses. El 1 de abril de 2009 fue capturado Vicente Carrillo Leyva, hijo de Amado Carrillo, uno de los líderes de esta organización criminal. Fue arraigado durante 40 días para determinar su situación jurídica.

### Alianzas
Desde marzo del 2010, el grupo perdió terreno por la fuerza de otros cárteles, fragmentándolos, y aliándose de manera temporal con el Cártel de Juárez, Los Zetas y el Cártel de los Beltran Leyva, así como otras facciones fueron a parar al Cártel de Sinaloa y a la debilitada Familia Michoacana. En 2019, se reveló que el famoso narcotraficante mexicano Joaquín "El Chapo" Guzmán ofreció una recompensa al líder del Cártel de Juárez Juan Pablo Ledezma por terminar la alianza del Cártel de Juárez con su Cártel de Sinaloa.

### Declive
El 29 de mayo del 2019 José Antonio Torres Marrufo alias "El Jaguar" fue extraditado a los Estados Unidos, acusado por tráfico de drogas, posesión de armas, asesinato y extorsión. El jaguar es acusado de pagar sobornos a policías estatales de Chihuahua, además de manejarse como sicario independiente entre el Cártel de Juárez y el Cártel de Sinaloa durante una sangrienta seguidilla de escaramuzas durante 2010 a 2012. Fue arrestado en febrero de 2012 en México y acusado dos meses después en la misma instrucción de cargos de Guzmán. El 3 de mayo del 2020 es subastado en Los Pinos en la Ciudad de México, la casa de Amado Carrillo alias “El señor de los Cielos”, ubicada en el Pedregal de la alcaldía Álvaro Obregón en la Ciudad de México. Tendrá un valor de salida de 53 millones 754 mil pesos mexicanos. También se ofrecerán productos como son vehículos, joyas y propiedades.

## La Línea
Es, al parecer, la denominación al interior del otro brazo armado del Cartel de Juárez, aunque algunos afirman que se trata de un subgrupo conformado por jefes de plaza dentro de la antigua estructura criminal. Este grupo estaba comandado por Juan Pablo Ledezma, alias "JL", quien asumió el control de cártel tras la captura de Vicente Carrillo Fuentes hasta su anexión al Cártel Jalisco Nueva Generación en 2017. En 2018 se conoce a un subgrupo dentro de esta organización conocido como “los Escorpiones”, dedicados a patrullar partes de Ciudad Juárez.
 
El subgrupo los escorpiones fue responsable de las balaceras y muertes de policías durante los años 2017 y 2018 en diversas ciudades del Estado de Chihuahua.
En Chihuahua capital, operan actualmente para el CDJ, sólo Los Aztecas. El NCDJ es liderado por Jesús Salas Aguayo “El Chuyín”, recluido en el Centro de Reinserción Social número 3 de Ciudad Juárez. En el área serrana de Chihuahua, el líder de La Línea o NCDJ es identificado como César Manjarrez Alonzo “El H2”.En la zona de Namiquipa y Bachiniva, Chihuahua, las fuentes de seguridad consultadas señalaron a Gustavo Chávez Villa “El Master”, como otro de los liderazgos de La Línea. El 4 de abril del 2020 miembros de La Línea y "Gente Nueva del Jaguar" se enfrentaron en un tiroteo que dejó al menos 19 sicarios muertos, entre los muertos estaba El Bronco, hermano de El Jaguar este último líder de la Gente Nueva del Jaguar, esto en una brecha entre las localidades de Las Varas y el Largo Maderal, en la región serrana de Madera, decomisando 18 armas largas y una corta, además de varios vehículos incinerados y abandonados. Este enfrentamiento fue parte de una oleada de violencia que dejó 35 personas muertes en todo el estado de Chihuahua en menos de 24 horas.
Mantenían una rivalidad estrecha con el grupo denominado "Gente Nueva", brazo armado del Cártel de Sinaloa, por el control del territorio de Chihuahua, al norte de la república mexicana. Al final, el Cartel de Sinaloa asumió todas las actividades y contactos internacionales que tenía el Cartel de Juárez en la frontera, limitándolo a ser una pequeña organización que peleaba plazas en el Norte de México. Este dominio en la frontera del Cartel de Sinaloa se ve amenazado con el posible ingreso del CJNG en Chihuahua.
El 16 de mayo del 2020 fue arrestado Luis Gerardo, alias "El Tío", exjefe de sicarios de La Línea, fue capturado en la ciudad de Cuernavaca, que se le atribuyen alrededor de 900 asesinatos, entre ellos de varios empleados del consulado estadounidense, así como el autor intelectual de la masacre de 15 estudiantes,. Después de ser capturado fue trasladado a la prisión de máxima seguridad en el CEFERESO de Ocampo, Guanajuato. Mientras espera su extradición, Luis Gerardo será resguardado en la prisión guanajuatense.

## Los Linces
Era el grupo de choque del cártel compuesto por desertores de las fuerzas especiales del Ejército.
Documentos de inteligencia estimaban un número de 340 elementos, pero sus acciones disminuyeron debido a las detenciones llevadas a cabo por las fuerzas federales mexicanas contra este grupo, debilitándolo hasta desaparecer.
El fundador de Los Linces es Luis Francisco Flores Estevanè, el cual se han caracterizado por la sanguinaria forma de operaciones

Uno de los principales operadores con alianza al Cartel Jalisco Nueva Generación es Ildefonso Arellanes Acosta. Antes líder de Gente Nueva Arellanes, y actualmente Líder del Cartel de la línea en todo el estado de Chihuahua.

## Representación mediática
En la película Traffic del año 2000, se presentó un Cártel de Juárez ficticio luchando contra un Cártel de Tijuana ficticio encabezado por un personaje llamado Obregón.
Una versión ficticia del Cártel de Juárez juega un papel importante en la serie de televisión de AMC Breaking Bad (2008-2013) y su precuela Better Call Saul (2015-2022).
Los orígenes del Cártel de Juárez y sus antiguos líderes también han sido retratados en la serie dramática web Narcos: México (2018-2021).
Un Cártel de Juárez ficticio aparece en la novela de Tom Clancy, "Contra todos los enemigos" (2011). Está liderado secretamente por el multimillonario mexicano Jorge Rojas, cuyo nombre proviene de su fundador original, Enrique Juárez. Juárez había fundado una empresa farmacéutica en la que Rojas era inversor. Posteriormente, Rojas se encargó de producir versiones de fármacos en el mercado negro, obteniendo mayores ganancias. Tras la oposición de Juárez a la producción, Rojas lo mandó matar en un "accidente" de esquí, lo que le permitió tomar el control de la empresa y convertirla en un cártel de la droga en toda regla, convirtiéndolo en uno de los hombres más ricos del mundo.
En la serie de FX, The Bridge, el Cártel de Juárez es el principal antagonista. En esta serie, el Cártel de Juárez está liderado por Fausto Galván (interpretado por Ramón Franco ), un poderoso, violento y brutal capo de la droga mexicano, quien no despierta sospechas y posee una tienda llamada El Rey Storage. En The Bridge, el principal sicario del Cártel de Juárez es Héctor Valdez (interpretado por Arturo Del Puerto ), conocido por su brutalidad contra los objetivos del Cártel de Juárez.